# 33117 Ashinimodi
33117 Ashinimodi este o planetă minoră (asteroid) din centura de asteroizi. A fost descoperită pe 23 ianuarie 1998 la Experimental Test Site⁠(d) de Lincoln Near-Earth Asteroid Research. 
Obiectul prezintă o orbită caracterizată de o semiaxă mare de 2,3821333 UAi, o excentricitate de 0,18, o înclinație de 4,45818 ° în raport cu ecliptica.